# Bundang-gu
Bundang-gu est un arrondissement (gu) de la ville Seongnam-si de la province Gyeonggi-do en Corée du Sud.